# Veliki Slatnik
Veliki Slatnik je naselje v Občini Novo mesto. Ime naselja izvira iz danes porušenega dvorca Slatnik (nem. Slateneck)